# 南平倭竹
南平倭竹（学名：Shibataea nanpingensis）为禾本科倭竹属下的一个种。

## 扩展阅读
- 維基物種上的相關：南平倭竹